# Szorzás

, tehát három sorban és négy oszlopban 12 pont helyezhető el

Szorzás vagy sokszorozás, a számtani alapműveletek egyike. Ha a és b pozitív egész számokat jelentenek, akkor b-t megszorozni a-val annyit tesz, mint alkotni a
{\displaystyle \sum _{i=1}^{a}b=\underbrace {b+b+\dots +b} _{a}}
összeget, amelyet röviden ab-vel szokás megjelölni. A b számot, amelyet ezen összeg előállítása végett a-szor tettünk összeadandónak, sokszorozandónak vagy szorzandónak, az a számot sokszorozónak vagy szorzónak, az eredményül nyert összeget pedig szorzatnak nevezzük.
Bebizonyítható, hogy
- ab = ba, azaz a szorzás kommutatív.
- (ab)c = a(bc), azaz a szorzás asszociatív.
- a(b + c) = ab + ac, azaz a szorzás disztributív az összeadásra és a kivonásra nézve.

Minthogy a szorzandó felcserélhető a szorzóval anélkül, hogy a szorzat értéke ennek következtében megváltoznék, még az elnevezésben sem szükséges azokat egymástól megkülönböztetni, és ezért mind a kettőt a szorzat tényezőinek nevezzük. Több pozitív egész szám szorzatát úgy alkotjuk, hogy az elsőt megszorozzuk a másodikkal, a nyert szorzatot a harmadikkal stb:
{\displaystyle \prod _{i=1}^{n}a_{i}=a_{1}\cdot a_{2}\cdot \dots a_{n}=(\dots (((a_{1}\cdot a_{2})\cdot a_{3})\cdot a_{4})\dots )\cdot a_{n}}
A kommutativitás miatt az ilyen szorzat értéke is független a megadott tényezők sorrendjétől.
A szorzás megfordítása az osztás.
Ha a pozitív egész számok halmazán kívül első tagokkal akarjuk elvégezni a szorzást, akkor e művelet értelmezését módosítanunk kell. Különféle számhalmazokon úgy szokás definiálni, hogy a szorzás jelentése ne változzon, ha az újabb számhalmazt a régebbi kibővítésének tekintjük. A szorzás természetes, egész, racionális, valós és komplex számok halmazán is kommutatív, asszociatív és disztributív művelet.

## Általánosítás
A szorzás kétváltozós műveletként általánosítható más algebrai struktúrákra, például mátrix- és függvényhalmazokra is. A mátrixszorzás asszociatív és disztributív, de nem kommutatív.

## Jelölések
A szorzást számok esetén szorzóponttal vagy szorzókereszttel jelölik:
{\displaystyle 2\cdot 3=6} (Kétszer három az hat)
{\displaystyle 3\cdot 4=12}
{\displaystyle 2\cdot 3\cdot 5=6\cdot 5=30}
{\displaystyle 2\cdot 2\cdot 2\cdot 2\cdot 2=32}
vagy
{\displaystyle 2\times 3=6}
{\displaystyle 3\times 4=12}
{\displaystyle 2\times 3\times 5=6\times 5=30}
{\displaystyle 2\times 2\times 2\times 2\times 2=32}
- Egymás után írás; ez az algebrában szokásos, és mindenütt, ahol betűjelölések szerepelnek. Például xy vagy 5x.
- Vektorok esetén kétféle szorzást is értelmeznek: a skaláris és a vektoriális szorzást. A skaláris szorzatot szorzópont, a vektoriális szorzatot szorzókereszt jelöli.
- Programnyelvekben a * csillag a szorzójel. Ezt azért választották így, mert minden billentyűzeten rajta van, és jobban látszik a régi képernyőkön. Ez a FORTRAN programozási nyelvből ered.

## Algoritmusok
Az írásbeli szorzás szokásos módja a szorzótábla ismeretét igényli, de van olyan módszer is, ami anélkül is működik.
A nagy számok kézzel való szorzása időigényes és sok hibalehetőséget hordoz magában. Ennek megkönnyítésére használják a tízes alapú logaritmust. Logarléccel három számjegyes pontossággal lehet szorozni. A huszadik század elején a mechanikus számológépek, mint például a Marchant 10 számjegyes pontosságot is lehetővé tettek. A modern elektromos számológépek és a számítógépek nagyban csökkentették a kézi számítások iránti igényt.

### Történelmi algoritmusok
Különböző módszerek maradtak fenn az ókori Egyiptomból, Babilonból, Görögországból, az Indus-völgyből és Kínából.

### Egyiptom
Az egyiptomi módszer a Jahmesz által írt Rhind-papirusz szerint sorozatos kétszerezésen, felezésen és összeadáson alapul. Például a 13 és a 21 összeszorzásához háromszor kétszerezték meg a 21-et:
{\displaystyle 1\cdot 21=21}, {\displaystyle 2\cdot 21=42}, {\displaystyle 4\cdot 21=84}, {\displaystyle 8\cdot 21=168}.
A 13-at háromszor elfelezték:
{\displaystyle 13:2=6}, marad {\displaystyle 1}; {\displaystyle 6:2=3}, nem marad semmi; {\displaystyle 3:2=1}, marad az {\displaystyle 1}.
A szorzatot a megfelelő kétszerezések összegeként állították elő:
{\displaystyle 13\cdot 21=(1+4+8)\cdot 21=(1\cdot 21)+(4\cdot 21)+(8\cdot 21)=21+84+168=273}.

### Babilon
Babilonban a hatvanas számrendszert használták, hasonlóan a mai tízes számrendszerhez. A szorzás a mai tízes számrendszerbeli szorzáshoz hasonlóan működött. Mivel nehéz emlékezni a {\displaystyle 60\cdot 60} szorzatra, ezért a babiloni matematikusok szorzótáblázatokat használtak. Ezek a táblák tartalmazták egy szám első húsz szorzatát, amit a szám tízszereseinek szorzatai követtek. Egy szorzás végrehajtásához, például az {\displaystyle 53n} kiszámításához külön kellett összeszorozni 50-nel és 3-mal, majd ezeket a szorzatokat összeadni.

### Kína
A Zhou Pei Suan Ching (Kr.e. 300-nál korábbról) és Kilenc fejezet a matematika művészetéről matematikai könyvekben a számítások szavakkal vannak leírva. Ismert viszont, hogy az ókori kínai matematikusok abakuszt használtak a számítások elvégzéséhez.

### Indus-völgy

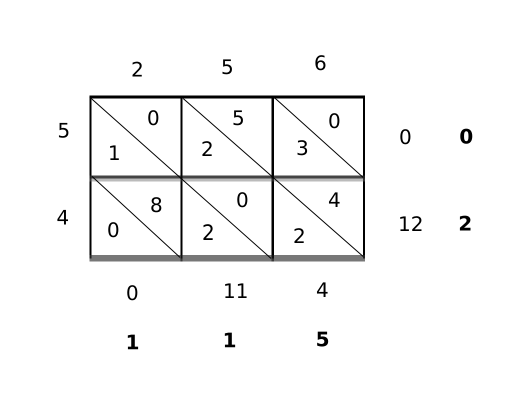
A 45 és a 256 szorzata. Vegyük észre, hogy a 45 számjegyei fordított sorrendben helyezkednek el a bal oszlopban.

Az Indus-völgye korai hindu matematikusai számos intuitív módszert alkalmaztak a szorzásra. A számolásokat általában kis palatáblákon végezték.

### Modern módszer
A modern módszer az arab számíráson és a tízes számrendszeren alapul. Brahmagupta módszert adott az összeadás, kivonás, szorzás, osztás műveletére; ő írta le elsőként a modern módszert.
Henry Burchard Fine, a Princeton matematikaprofesszora szerint az indiaiak nemcsak a helyi értékes tízes számrendszert fedezték fel, hanem az ahhoz tartozó alapvető eljárásokat is.

## Szorzássorozat

### Jelölés
A szorzássorozat jele a görög nagy pí Π betűből származik. Az Unicode-ban is megkülönböztetik ezt a két jelet: U+220F (∏) jelöli a szorzássorozat jelét, és U+03A0 (Π) a betűt. Ez a jelölés a következőt jelenti:
{\displaystyle \prod _{i=m}^{n}x_{i}=x_{m}\cdot x_{m+1}\cdot x_{m+2}\cdot \,\,\cdots \,\,\cdot x_{n-1}\cdot x_{n}.}
ahol az alsó index mutatja a futó változót, és annak alsó határát, míg a felső index a felső határt jelöli. A futó index az alsó határtól egyesével megy el egészen a felső határig. A szorzássorozat jele után következnek a tényezők, amik a futó index egymást követő értékeit behelyettesítve kaphatók.
Például
{\displaystyle \prod _{i=2}^{6}\left(1+{1 \over i}\right)=\left(1+{1 \over 2}\right)\cdot \left(1+{1 \over 3}\right)\cdot \left(1+{1 \over 4}\right)\cdot \left(1+{1 \over 5}\right)\cdot \left(1+{1 \over 6}\right)={7 \over 2}.}
Olvasd: Produktum i=2-től 6-ig, zárójelben az 1+1/i egyenlő...
Ha az alsó határ egyenlő a felső határral, akkor a szorzat egy tényezős, és értéke ez a tényező. Ha az alsó határ nagyobb, mint a felső, akkor a szorzat üres, és értéke definíció szerint 1.

### Végtelen szorzat
Végtelen sok tényező is összeszorozható, így végtelen szorzat keletkezik. A jelölésben a felső határt {\displaystyle \infty }, az alsó határt {\displaystyle -\infty } jelölheti. A végtelen szorzat értéke
{\displaystyle \prod _{i=m}^{\infty }x_{i}=\lim _{n\to \infty }\prod _{i=m}^{n}x_{i}.}
feltéve, hogy a határérték létezik.
A mindkét irányban végtelen szorzat értéke
{\displaystyle \prod _{i=-\infty }^{\infty }x_{i}=\left(\lim _{m\to -\infty }\prod _{i=m}^{0}x_{i}\right)\cdot \left(\lim _{n\to \infty }\prod _{i=1}^{n}x_{i}\right),}
feltéve, hogy a határértékek léteznek.

## Értelmezés

### Descartes-szorzat
A szorzás ismételt összeadásként való értelmezése egyenes utat biztosít a szorzás halmazelméleti értelmezéséhez a számosságok körében.
A {\displaystyle \displaystyle n\cdot a=\underbrace {a+\cdots +a} _{n},} kifejezésben a n másolatát adjuk össze. Ennek egyik módja az indexelés, ahol {\displaystyle a_{1},a_{2},\ldots ,a_{n}}, így a diszjunkt példányait uniózzuk össze. Ez éppen az {\displaystyle n\times a\,} Descartes-szorzat. A természetes számok szorzásának tulajdonságai azonnal adódnak a Descartes-szorzás megfelelő tulajdonságaiból.

### Peano-axiómák
Giuseppe Peano javasolta a Peano-axiómákon alapuló következő definíciót:
{\displaystyle a\times 1=a}
{\displaystyle a\times b'=(a\times b)+a}
ahol b′ jelöli b rákövetkezőjét. A többi Peano-axióma segítségével bizonyíthatók a szorzás ismert tulajdonságai.

### Halmazelmélet
A halmazelmélet segítségével is lehetséges rekurzív definíciót adni a szorzásra, bár ez bonyolult. Ez a definíció visszanyúlik a Peano-féle definíciókhoz.

### Geometria
A párhuzamos szelők tétele lehetőséget ad rá, hogy két adott hosszúságú szakasz hosszának szorzatával megegyező hosszúságú szakaszt szerkesszünk.

## Különböző számkörök
A szám jelenthet mennyiséget (3 alma), sorszámot (a harmadik alma), vagy mértéket (3,5 méteres magasság). Ahogy a történelemben a matematika az ujjakon való számlálástól a kvantummechanikáig, úgy terjeszkedett a szorzás az egyre elvontabb számkörök és más matematikai objektumok (polinomok, mátrixok) felé.

### Egész számok
Az egész számok szorzásának szabálya a természetes számok szorzásának szabályaiból és az előjelszabályból következik:
Ha az M és az N egész mindegyike pozitív, akkor {\displaystyle M\times N} egy olyan tömbben levő elemek számát jelöli, ahol minden oszlopban M, és minden sorban N elem van.
Az előjelszabály szerint
{\displaystyle (-N)\times M=N\times (-M)=-(N\times M)}
és
{\displaystyle (-N)\times (-M)=N\times M}
Ugyanez az előjelszabály érvényes a racionális és a valós számok szorzására.

### Racionális számok
A törtek szorzásának szabálya: számlálót számlálóval, és nevezőt nevezővel szorzunk:
{\displaystyle {\frac {A}{B}}\times {\frac {C}{D}}={\frac {(A\times C)}{(B\times D)}}}.
Ez a szorzat megadja annak a téglalapnak a területét, ami {\displaystyle {\frac {A}{B}}} hosszú és {\displaystyle {\frac {C}{D}}} széles.

### Valós számok
Két valós szám szorzatát határértékként adhatjuk meg: (x·y) az a valós szám, ami megkapható egy x-hez és egy y-hoz konvergáló sorozat megfelelő elemeinek összeszorzásával keletkezett újabb sorozat határértékeként. Képletekkel felírva ugyanez: ha {\displaystyle (x_{n})} és {\displaystyle (y_{n})} két sorozat, és
{\displaystyle \lim _{n\rightarrow \infty }x_{n}=x}
és 
{\displaystyle \lim _{n\rightarrow \infty }y_{n}=y,}
akkor 
{\displaystyle x\cdot y{\overset {def}{=}}\lim _{n\rightarrow \infty }(x_{n}\cdot y_{n}).}
Pozitív valós számok esetében a szorzat megadja annak a téglalapnak a területét, ami x hosszú és y széles.

### Komplex számok
A {\displaystyle z_{1}} és a {\displaystyle z_{2}} komplex számot az {\displaystyle (a_{1},b_{1})} és az {\displaystyle (a_{2},b_{2})} valós számpárokként tekintve {\displaystyle z_{1}} és {\displaystyle z_{2}} szorzata a következőképpen adódó komplex szám:
{\displaystyle z_{1}\cdot z_{2}=(a_{1}\cdot a_{2}-b_{1}\cdot b_{2},a_{1}\cdot b_{2}+a_{2}\cdot b_{1}),}
mert ha az i imaginárius egységgel írjuk fel
{\displaystyle z_{1}=a_{1}+b_{1}\cdot i,}
{\displaystyle z_{2}=a_{2}+b_{2}\cdot i,}
{\displaystyle z_{1}\cdot z_{2}=(a_{1}+b_{1}\cdot i)\cdot (a_{2}+b_{2}\cdot i)=a_{1}\cdot a_{2}+a_{1}\cdot b_{2}\cdot i+a_{2}\cdot b_{1}\cdot i+b_{1}\cdot b_{2}\cdot i^{2}=}
{\displaystyle =a_{1}\cdot a_{2}-b_{1}\cdot b_{2}+(a_{1}\cdot b_{2}+a_{2}\cdot b_{1})\cdot i,}
ahol kihasználtuk, hogy 
{\displaystyle i^{2}=-1.}
Ez a szorzatkifejezés valós számokra egyszerűen {\displaystyle a_{1}\cdot a_{2}}-vel azonos, mivel valós számok esetében a b1 és b2 képzetes részek nullák.

### Polinomok és mátrixok
A szorzás a számokon kívül polinomokra és mátrixokra is kiterjeszthető. A polinomok és adott n-re az n×n-es mátrixok gyűrűt alkotnak, ahol lehet összeadni, kivonni és szorozni. A polinomszorzás kommutatív, de a mátrixszorzás nem.

## Absztrakt algebra

### Csoportok
Sok halmaz a szorzással megfelel a csoport definíciójának. Ezek az asszociativitás, az egységelem és az inverzek megléte, és a halmaz zártsága a műveletekre.
Egy egyszerű példa a nem nulla valós számok halmaza. Az egységelem az 1. A nullát azért kell kizárni, mert nincs inverze: nincs olyan szám, amivel megszorozva a nullát 1-et kapunk. Ez a példa egy kommutatív, azaz Abel-csoport.
Nem minden csoport kommutatív. Nézzük például az adott méretű invertálható mátrixok csoportját egy adott test felett. Az egységelem az identitásmátrix, az inverzek a mátrixinverzek, és a szorzásra való zártság is teljesül. Mivel a mátrixszorzás nem kommutatív, ezért ez a csoport nem kommutatív.
Az egész számok halmaza nem csoport a szorzásra, még a nulla nélkül sem, mert az 1-en és a -1-en kívül nincsenek inverzek.
A csoportelméletben a szorzást ponttal, vagy egymás mellé írással jelölik. Így az a és a b elemek szorzata ab vagy {\displaystyle \mathbf {a} \cdot \mathbf {b} .}

### Gyűrűk
A gyűrű egy másik algebrai struktúra, amiben szorozni lehet. Lehet még összeadni és kivonni is. A gyűrűkben nincs minden elemnek (multiplikatív) inverze: például a nullelemnek nincs, és ha a gyűrűben vannak nullosztók, akkor azoknak sincs. A legegyszerűbb példák gyűrűkre az egész számok, a polinomgyűrűk és a mátrixgyűrűk.
A kommutatív, egységelemes, nullosztómentes gyűrűk az integritási tartományok. Erre a legegyszerűbb példa az egész számok. Itt megtörténhet, hogy az {\displaystyle x} elemnek nincs inverze, de {\displaystyle {\frac {x}{y}}} definiálható az {\displaystyle ay=x} egyenlet megoldásaként.

### Ferdetestek
A ferdetestek olyan gyűrűk, amikben minden nem nulla elemnek van inverze. A legegyszerűbb nem kommutatív példát a kvaterniók adják. Ha a szorzás nem kommutatív, akkor nem lehet egyetlen osztásműveletet bevezetni, mivel
{\displaystyle \left({\frac {1}{x}}\right)\left({\frac {1}{y}}\right)\neq \left({\frac {1}{y}}\right)\left({\frac {1}{x}}\right),}
és az {\displaystyle {\frac {x}{y}}} hányados nem egyértelmű.

## Hatványozás
Az ismételt szorzás hatványozást eredményez. Például a {\displaystyle 2\cdot 2\cdot 2} hármas szorzat 2 harmadik hatványa, és {\displaystyle 2^{3}}-ként írható. Ebben a példában 2 az alap, és 3 a kitevő. Általában a felső indexbe írt kitevő jelöli azt, hogy az alap hány tényezős szorzatát kell venni.
Így az a alapot n-szer szorozzuk össze:
{\displaystyle a^{n}=\underbrace {a\times a\times \cdots \times a} _{n}}
Lásd bővebben: Hatvány